# Lu Ying
Lu Ying (kinesiska: 陆滢, pinyin: Lù Yíng), född 22 januari 1989 i Shanghai är en kinesisk simmare.